# Ghetto (canción de Kelly Rowland)
«Ghetto» es una canción estadounidense cantante Kelly Rowland. Cuenta con la colaboración del rapero  Snoop Dogg. Fue escrita por Lonny Bereal, Calvin Broadus, Kelly Rowland, Durrell "Tank" Babbs y producido por Tank", para el segundo álbum de estudio de  Rowland Ms. Kelly.
Originalmente la canción pertenecía álbum cancelado de Rowland My Story. Fue lanzado como segundo sencillo del álbum en Estados Unidos. La canción no logró el éxito de los sencillos anteriores lanzados por Kelly. Alcanzó la posición numeró 9 en  Billboard Bubbling Under R&B/Singles Hip-Hop, en Estados Unidos. Un vídeo musical fue dirigido por Andrew Gura y rodado en Los Ángeles, California, en agosto de 2007.

## Antecedentes
La canción es uno de cada dos de "Tank" y su socio José "Lonny" Bereal producido para el álbum.

## Vídeo musical
El video musical de "Ghetto" fue dirigida por Andrew Gura y grabado en Los Ángeles, California el 23 de agosto de 2007. Cuenta con cameos de los raperos MC Eiht, Kam y Soopafly. El mundo versión final se estrenó a finales del 10 de septiembre de 2007 episodio de BET 's Acceso concedido.

## Formatos
Sencillo promocional
1. «Ghetto» (Junior Vasquez & Gomi's Jazzy radio mix) — 3:29
2. «Ghetto» (Junior Vasquez & Gomi's Jazzy main mix) — 7:56
3. «Ghetto» (Junior Vasquez In Da Club mix) — 9:52
4. «Ghetto» (Junior Vasquez In Da Dub mix) — 8:07
5. «Ghetto» (Junior Vasquez & Gomi's Jazzy Radio TV track) —  3:28
6. «Ghetto» (Junior Vasquez & Gomi's Jazzy Main TV track) — 7:56

## Posicionamiento
| Listas (2007)                                     | Posición |
| ------------------------------------------------- | -------- |
| US Bubbling Under R&B/Hip-Hop Singles (Billboard) | 9        |